# Air Rarotonga
Air Rarotonga är ett flygbolag baserat på Rarotonga, Cooköarna. De har hand om inrikesflygen på Cooköarna och har flygningar till nästan alla av de 15 öarna i gruppen. Charterresor arrangeras till Niue, Samoa, Tonga och Franska Polynesien. Bolaget bildades i februari 1978 med en Cessna 337 och har senare utvidgat flottan med bland annat en Saab 340.
År 2013 flög mer än 70 000 personer med Air Rarotonga.